# Casa Memorială „Gheorghe Pop de Băsești”
Casa Memorială „Gheorghe Pop de Băsești” este un muzeu județean din Băsești, amplasat la nr. 124. Casa memorială este organizată în conacul care a aparținut marelui om politic, descendent al unei familii nobiliare. 
Casa a fost construită în anii 1885 - 1890, constituind timp de trei decenii un loc de întâlnire a multor personalități transilvănene: dr. Vasile Lucaciu, Vasile Goldiș, Ion Rațiu, Teodor Mihali și alții. Până în 1940 casa a fost locuită de fiica sa, Elena Pop Longin (1860 - 1940), cunoscută militantă feministă și de soțul ei, Francisc Hossu Longin. Naționalizată în 1948, a servit ca sediu CAP și magazie de cereale. În perioada 1970 - 1976 s-au executat lucrări de reabilitare, organizarea muzeului făcându-se în etape. Sunt valorificate expozițional piese originale cu caracter istoric și memorial aparținând lui Gheorghe Pop de Băsești (1835 - 1919), fruntaș al luptei pentru unirea Transilvaniei cu România, președintele Partidului Național Român și al Marii Adunări Naționale de la Alba Iulia (1 decembrie 1918).
În prezent, casa este clasată ca monument istoric, cod LMI MM-IV-m-A-04823.